# Herbert Ketscher
Herbert Ketscher (* 25. Juni 1903 in Debschwitz; † August 1962) war ein deutscher Gewerkschafter und Politiker (KPD/SED). Er war von 1950 bis 1952 Landesvorsitzender des Freien Deutschen Gewerkschaftsbundes (FDGB) in Sachsen-Anhalt.

## Leben
Ketscher, Sohn eines Müllers, absolvierte nach der Volksschule eine Lehre zum Schriftsetzer und war anschließend im Beruf tätig. 1919 schloss er sich der Sozialistischen Arbeiter-Jugend, 1921 der Sozialdemokratischen Partei Deutschlands an. 1923 wurde er Mitglied des Kommunistischen Jugendverbandes Deutschlands, ein Jahr später der Kommunistischen Partei Deutschlands (KPD). Er war zeitweise Mitarbeiter der KPD-Bezirksleitung Thüringen und Leiter des Kampfbundes gegen den Faschismus in Thüringen.
Nach der „Machtergreifung“ der Nationalsozialisten emigrierte Ketscher 1933 in die Schweiz. 1934 wurde er ausgewiesen und musste nach Deutschland zurückkehren. Zwischen 1934 und 1943 arbeitete er in Merseburg und Leuna bzw. war Angestellter der Kraftstoffwerke Wesseling bei Köln.
Von 1945 bis 1950 fungierte Ketscher als Organisationsleiter bzw. Sekretär des FDGB-Landesvorstandes Thüringen und war ab März 1947 Mitglied des geschäftsführenden FDGB-Landesvorstandes ebenda. Ab 1946 war er Mitglied der SED. Von Juni 1950 bis Januar 1952 (bis September 1950 zunächst kommissarisch) war er Erster Vorsitzender des FDGB-Landesvorstandes Sachsen-Anhalt. Von 1946 bis Juni 1955 gehörte er als Mitglied auch dem FDGB-Bundesvorstand an. Zwischen 1950 und 1953 absolvierte er ein Fernstudium an der Parteihochschule. 1952/53 war er Organisationsleiter im FDGB-Bundesvorstand, anschließend dort stellvertretender Abteilungsleiter.
Von 1950 bis 1952 gehörte er als Mitglied der FDGB-Fraktion dem Landtag von Sachsen-Anhalt an und war dort einer von drei Vizepräsidenten des Landtages.